# Gran Premi d'Indonèsia de motociclisme
El Gran Premi d'Indonèsia de motociclisme és un esdeveniment esportiu que es va disputar en 2 ocasions entre el 1996 i el 1997 al Circuit de Sentul, dins del calendari del Campionat del món de motociclisme.
El Gran Premi d'Indonèsia es va recuperar per a la temporada del 2022, en aquesta ocasió al Circuit de Mandalika.
A 25 d'abril de 2025

## Noms oficials i patrocinadors
- 1996–1997: Marlboro Indonesian Grand Prix
- 2022–actualitat: Pertamina Grand Prix of Indonesia[1]

## Circuits emprats antigament

El circuit de Sentul, emprat de 1996 a 1997

## Guanyadors múltiples

### Constructors
| # Victòries | Constructor | Victòries | Victòries        |
| # Victòries | Constructor | Categoria | Anys             |
| ----------- | ----------- | --------- | ---------------- |
| 4           | Honda       | 500cc     | 1996, 1997       |
| 4           | Honda       | 250cc     | 1997             |
| 4           | Honda       | Moto3     | 2022             |
| 3           | Kalex       | Moto2     | 2022, 2023, 2024 |
| 2           | Aprilia     | 125cc     | 1996, 1997       |
| 2           | KTM         | MotoGP    | 2022             |
| 2           | KTM         | Moto3     | 2023             |
| 2           | Ducati      | MotoGP    | 2023, 2024       |

## Guanyadors per any
| Any  | Circuit   | Moto3           | Moto3   | Moto2           | Moto2  | MotoGP            | MotoGP | Detalls |
| Any  | Circuit   | Pilot           | Moto    | Pilot           | Moto   | Pilot             | Moto   | Detalls |
| ---- | --------- | --------------- | ------- | --------------- | ------ | ----------------- | ------ | ------- |
| 2024 | Mandalika | David Alonso    | CFMoto  | Arón Canet      | Kalex  | Jorge Martín      | Ducati | Detalls |
| 2023 | Mandalika | Diogo Moreira   | KTM     | Pedro Acosta    | Kalex  | Francesco Bagnaia | Ducati | Detalls |
| 2022 | Mandalika | Dennis Foggia   | Honda   | Somkiat Chantra | Kalex  | Miguel Oliveira   | KTM    | Detalls |
|      |           | 125 cc          | 125 cc  | 250 cc          | 250 cc | 500 cc            | 500 cc |         |
| 1997 | Sentul    | Valentino Rossi | Aprilia | Max Biaggi      | Honda  | Tadayuki Okada    | Honda  | Detalls |
| 1996 | Sentul    | Masaki Tokudome | Aprilia | Tetsuya Harada  | Yamaha | Mick Doohan       | Honda  | Detalls |